# Beatmania 6thMIX -THE UK UNDERGROUND MUSIC-
Beatmania 6thMIX -THE UK UNDERGROUND MUSIC- es el sexto videojuego musical desarrollado por Bemani en julio de 2001. Cuenta con solo 27 canciones, debido a que se eliminaron todas las anteriores por segunda vez, para ser reemplazadas por un nuevo conjunto de canciones nuevas. Entre ellas, una parte fueron creadas por artistas de Reino Unido.

## Características nuevas
La interfaz fue renovada en su totalidad y con un mejor diseño. Lo modos Normal y Hard fueron eliminados para introducir un nuevo sistema de nivel de dificultades: Normal, Hard, y Maniac, siendo Maniac la dificultad más alta, y representados de colores amarillo, rojo y verde. El jugador puede cambiar entre estos niveles presionando ambos botones negros a la vez durante la selección de canciones.

## Modos de juego
- Normal: Es el modo por defecto en el juego. La cantidad de canciones aumenta con cada nueva etapa (stage). Cuatro canciones por ronda.
- Easy: En este modo hay tolerancia en la primera etapa si no se logra completar una canción. Todas las canciones están a la vista del jugador, a diferencia del modo anterior. Tres canciones por ronda.
- Expert: El jugador selecciona Courses compuestos de cinco canciones cada una. A medida que el jugador ejecuta las notas, debe tener cuidado de no dejar que la barra de energía termine vaciándose por completo por cada desacierto con las notas. La misma barra no se restaura con un poco de energía por cada nueva etapa.
- Expert+: Este modo consiste en un total de diez canciones, las cuales el jugador las debe de completar sin errores. Tiene el mismo objetivo que Expert, con la excepción de que todas las canciones están en dificultad Maniac, por lo que solo se recomienda jugar a personas acostumbradas en este nivel.

## IIDX Double
Esta modalidad se consigue presionando el botón de efectos presionando el botón blanco de en medio y seleccionando la opción "IIDX Double". A diferencia del modificador Double, las pistas de notas se juntan en el centro, y las animaciones de vídeo se dividen en dos rectángulos que se posicionan en los costados, similar a la interfaz de juego de pop'n music. Sin embargo, esta opción solo cuenta con dos etapas por ronda.

## Contenido oculto
Al igual que otros videojuegos de beatmania, se ingresa trucos para poder desbloquear contenido. Se debe tener en cuenta de las teclas que usan ambos jugadores están enumeradas del 1 al 10 y de izquierda a derecha. En la pantalla de inicio, después de insertar dos monedas o más,  se mantienen presionadas todas las teclas del 1 al 5, mientras que se presiona seis veces las teclas 6, 7, 9, 10, 7 y 8 una por una, y en el orden prestablecido. Si se ejecuta de manera adecuada, el color de fondo cambiará de rojo a azul. Inmediatamente, presionar el botón de efectos y debajo de las tablas de modificadores aparecerá una oración diciendo "All music: OFF". El jugador deberá activar esta opción con el disco giratorio, y estarán disponibles la canción oculta y el modo Expert+. Esta configuración estará vigente hasta que se apague el juego.

## Lista de canciones
La siguiente tabla muestra las canciones introducidas en el juego:

| Nombre                                        | Género                                        | Artista                                       | BPM                                           |                                               |                                               |
| Canciones comisionadas de artistas británicos | Canciones comisionadas de artistas británicos | Canciones comisionadas de artistas británicos | Canciones comisionadas de artistas británicos | Canciones comisionadas de artistas británicos | Canciones comisionadas de artistas británicos |
| --------------------------------------------- | --------------------------------------------- | --------------------------------------------- | --------------------------------------------- | --------------------------------------------- | --------------------------------------------- |
| A break on the edge                           | BREAKBEATS                                    | KEN Takizawa(feat. Round Faith)               | 135                                           |                                               |                                               |
| BATTERY BOOM                                  | UK GARAGE                                     | Huckleberry Finn & Sound Solution             | 136                                           |                                               |                                               |
| Catch it!                                     | DRUM'N'BASS                                   | TOTAL SCIENCE                                 | 174                                           |                                               |                                               |
| Drumfunk                                      | DRUMFUNK                                      | PARADOX                                       | 174                                           |                                               |                                               |
| HOW LONG?                                     | GROOVY STYLE                                  | B.CHOYEK                                      | 125                                           |                                               |                                               |
| Jack and Mark Get Busy!                       | UK GARAGE                                     | Distant Soundz Feat. MC Image                 | 134                                           |                                               |                                               |
| NEW WORLD                                     | TECHNO                                        | KLUTE                                         | 138                                           |                                               |                                               |
| Resolve                                       | DRUM'N'BASS                                   | TOTAL SCIENCE                                 | 174                                           |                                               |                                               |
| Smack up                                      | BIGBEAT                                       | KEN Takizawa                                  | 140                                           |                                               |                                               |
| SUPERSONIQ FLIGHT                             | GROOVY STYLE                                  | B.CHOYEK                                      | 125                                           |                                               |                                               |
| TEAR IT UP                                    | TECHNO                                        | KLUTE                                         | 136                                           |                                               |                                               |
| Virtual Drummer                               | DRUMFUNK                                      | PARADOX                                       | 174                                           |                                               |                                               |
| Originales de Konami                          |                                               |                                               |                                               |                                               |                                               |
| air                                           | HOUSE                                         | DJ SIMON                                      | 135                                           |                                               |                                               |
| asian 573                                     | ASIAN FUTURE                                  | Youhei                                        | 114                                           |                                               |                                               |
| Disabled the FLAW                             | GROUND ASH                                    | D-crew                                        | 135-195                                       |                                               |                                               |
| Feel The Light                                | NU JAZZ                                       | TOMOSUKE                                      | 130                                           |                                               |                                               |
| FIRE                                          | TRANCE                                        | PINK PONG                                     | 138                                           |                                               |                                               |
| FUNKY MODELLING (EDIT)                        | BREAKBEATS                                    | SPARKER                                       | 140                                           |                                               |                                               |
| HYSTERIA 2001                                 | R&B                                           | NM                                            | 190                                           |                                               |                                               |
| LAUGHIN                                       | ELECTRO BEATS                                 | SLAKE                                         | 145                                           |                                               |                                               |
| MY DJ                                         | BIGBEAT                                       | ASLETICS                                      | 120                                           |                                               |                                               |
| PINK DREAM                                    | TRANCE                                        | PINK PONG                                     | 138                                           |                                               |                                               |
| RECALL                                        | ELECTRO                                       | RAM                                           | 133                                           |                                               |                                               |
| SURGE LINE                                    | GUITAR POP                                    | positive MA                                   | 118                                           |                                               |                                               |
| UZIEL                                         | EXPERIMENTAL                                  | murumuru-kurotou                              | 180                                           |                                               |                                               |
| WHO GOTTA FUNK?                               | FREESTYLE                                     | ASLETICS                                      | 100-135                                       |                                               |                                               |
| Canción oculta                                |                                               |                                               |                                               |                                               |                                               |
| Lying on the bench                            | GUITAR POP                                    | positive MA                                   | 118                                           |                                               |                                               |